# Kurt Daluege
Kurt Franz Max Daluege (Kreuzburg, 15 settembre 1897 – Praga, 24 ottobre 1946) è stato un generale, poliziotto e criminale di guerra tedesco.

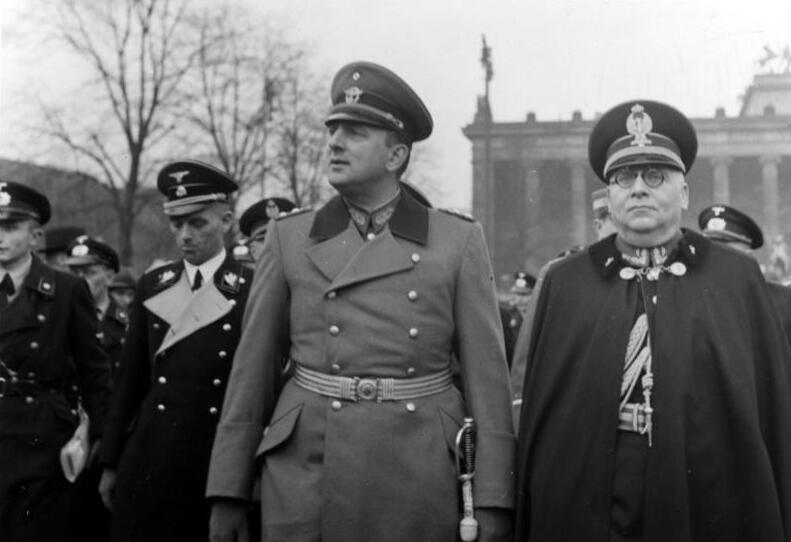
Kurt Daluege insieme ad Arturo Bocchini nel 1936

Fu un ufficiale di alto grado delle SS e capo della Ordnungspolizei, la polizia d'ordine pubblico della Germania nazista; processato dopo la guerra, fu condannato a morte e giustiziato per impiccagione a Praga.

## Biografia
Daluege nacque a Kreuzburg nel 1897. Entrato nell'Esercito imperiale tedesco durante la prima guerra mondiale, venne decorato per il coraggio dimostrato in diverse azioni.
Al termine del conflitto entrò nel Freikorps Roßbach, riprendendo poi gli studi, tra il 1922 e il 1924, al Collegio Tecnico di Berlino, per lavorare come ingegnere civile. Nel 1922 s'iscrisse al Partito nazista, partecipando l'anno seguente al Putsch di Monaco. Nel 1926 entrò nelle SA di Ernst Röhm, ma nel 1928 si trasferì alle SS, dove iniziò a lavorare direttamente sotto gli ordini di Heinrich Himmler.
Nominato Gauleiter di Berlino, venne eletto al Reichstag nel 1933, e, dopo la nomina di Hermann Göring a Ministro degli Interni della Prussia, e in seguito alla riunificazione di tutte le forze di polizia della Germania, venne posto, nel 1936, a capo Ordnungspolizei, incarico che mantenne fino al 1942, raggiungendo il grado di SS-Oberstgruppenführer und Generaloberst der Polizei.
Quando nel 1934 le lotte intestine al partito portarono alla morte di Röhm, Daluege fu uno dei maggiori protagonisti a fianco di Hitler, e la sua fedeltà venne premiata direttamente dal Führer che in una lettera inviatagli per elogiarlo affermava: SS Mann, deine Ehre heisst Treue, che in seguito divenne il motto delle SS, Meine Ehre heisst Treue ("Il mio onore si chiama fedeltà").
Dopo l'uccisione di Reinhard Heydrich ad opera di partigiani cecoslovacchi, Daluege venne trasferito al Protettorato di Boemia e Moravia, dove s'incaricò della rappresaglia che portò alla distruzione della cittadina di Lidice e allo sterminio della sua popolazione. Nel 1943 venne colpito da un infarto e le condizioni di salute non gli permisero più di svolgere un ruolo attivo negli avvenimenti successivi. Reinhard Heydrich, che non l'apprezzava affatto, lo definiva "Dummi - Dummi" (stupido).
Al termine della Seconda guerra mondiale, arrestato a Lubecca nel maggio 1945, venne impiccato a Praga il 24 ottobre 1946, dopo che una corte lo condannò a morte per crimini di guerra contro lo Stato cecoslovacco.

## Promozioni
- SS-Oberführer, 22 luglio 1930
- SS-Gruppenführer, 1º luglio 1932
- SS-Obergruppenführer, 9 settembre 1934
- Generalleutnant der Landespolizei, 20 aprile 1935
- General der Polizei, 17 giugno 1936
- SS-Oberst-Gruppenführer und Generaloberst der Polizei, 20 aprile 1942